# 毛受勝照
毛受勝照（？—1583年）是日本戰國時代至安土桃山時代的武將。柴田氏家臣。父親是水野照晶。別名有家照、吉親、照景等。通稱莊介、勝介、勝助等。在《佐久間軍記》中記載名字是「免受」。

## 生平
本姓水野，在移住至稻葉村後改姓毛受。於12歳時成為織田氏的家臣柴田勝家的小姓，後來成為小姓頭並被賜予1萬石。

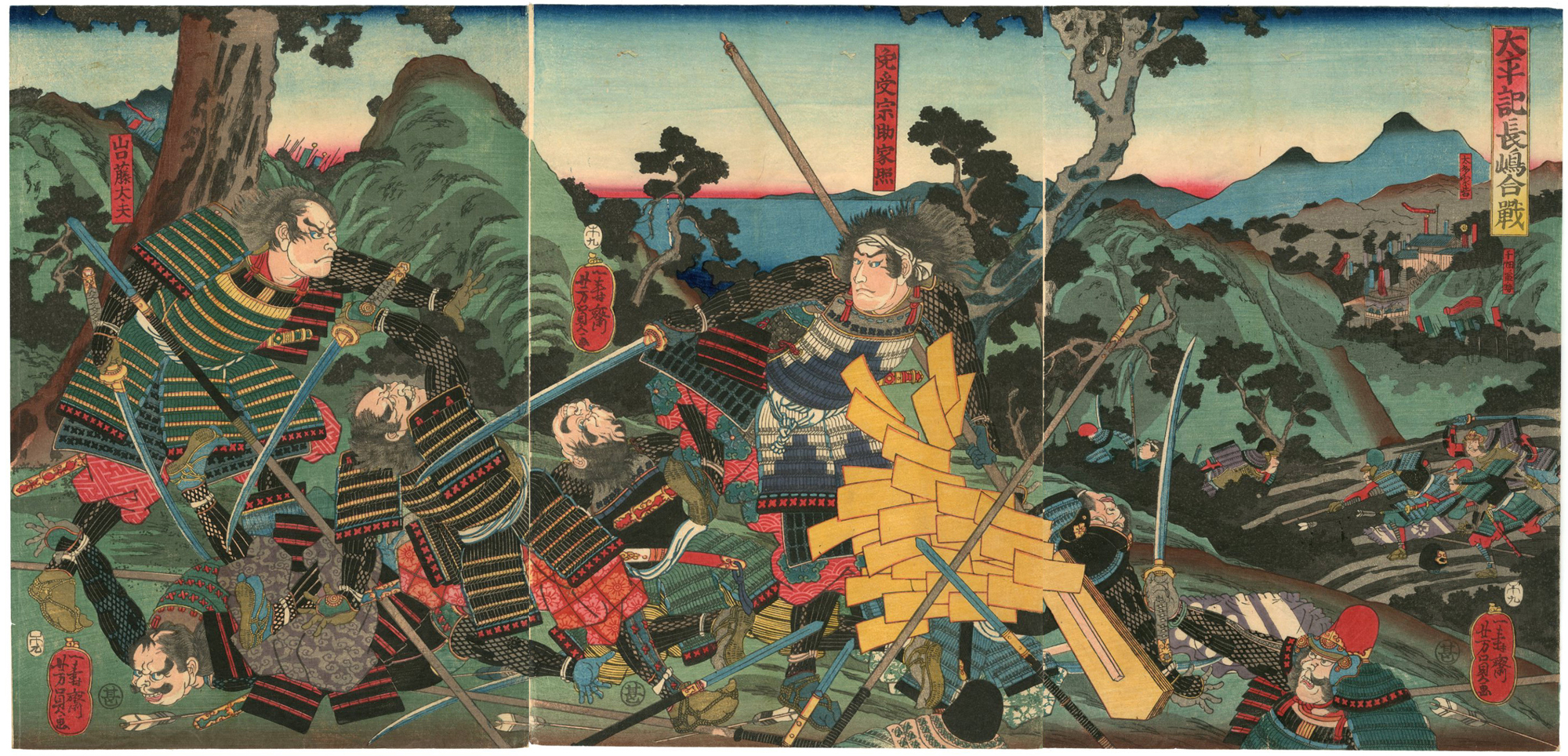
歌川芳員所畫的錦繪『太平記長嶋合戰』中的免受家照

在元龜2年（1571年）參與進攻伊勢長島（長島一向一揆），在激戰中，勝家軍的馬印被一揆勢奪去，勝家以這是武門之恥並以決死的覺悟試圖奪回馬印卻被家臣諫止，此時莊介（當時勝照的名字）突入敵陣並成功奪回馬印。勝家大喜並把自身名字的一字（「勝」字）賜予莊介，於是莊介就改名為勝介勝照。一說「勝」和「家」兩個字都有賜予，於是改名為勝介家照。

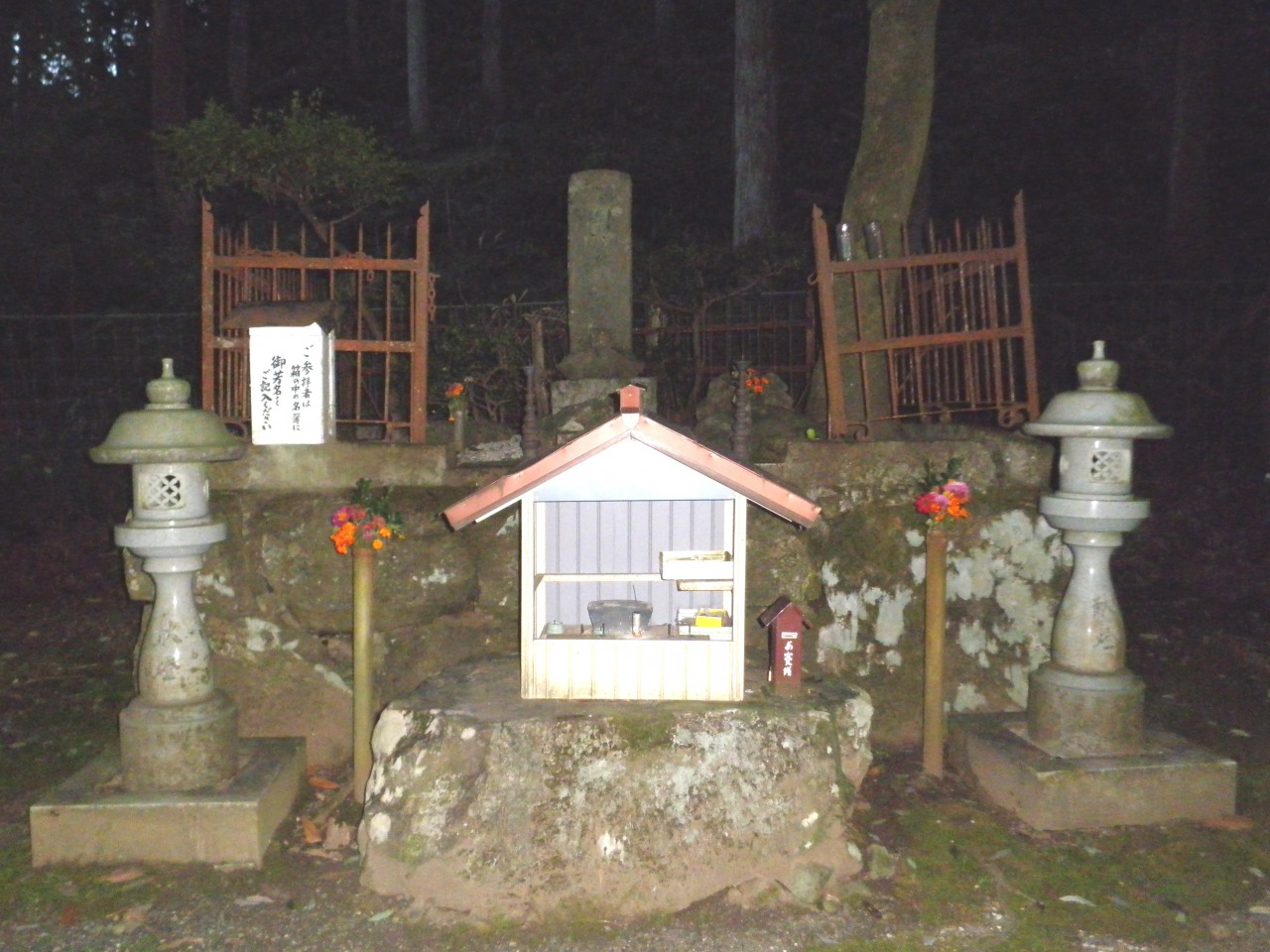
毛受兄弟の墓（滋賀縣長濱市余吳町）

天正11年（1583年），柴田軍在與羽柴秀吉的賤岳之戰中敗北，勝家已經有了被討死的覺悟，不過毛受向勝家進言撤退，而自身率領2百士兵並持著勝家的馬印「金之御弊」（金の御弊）引誘秀吉勢的大軍，在確認勝家已經成功逃走後自殺。
墓所在滋賀縣長濱市余吳町。子孫在明治初期再次回復水野姓。